# Kuba Wojewódzki (program telewizyjny)
Kuba Wojewódzki – polski program telewizyjny typu talk-show, prowadzony przez Kubę Wojewódzkiego i emitowany od 4 października 2002 początkowo na antenie Polsatu (2002–2006), a następnie TVN (od 2006). Muzykę do pierwszej czołówki skomponował Robert Matera, zaś do drugiej – Tomasz Stańko.

## Charakterystyka programu
Program w założeniu jest prowadzony w konwencji skandalizującej, opartej także na wulgaryzmach. Do programu zapraszani są goście, którzy często dopełniają jego skandalizującą formę. W miarę upływu lat w studiu programu częściej pojawiają się goście mniej kontrowersyjni czy skandaliczni, a prowadzący postawił na formułę opartą na (często niewybrednych) żartach.

## Emisja programu
Uwaga: tabela zawiera daty odnoszące się wyłącznie do pierwszej emisji telewizyjnej (chyba że zaznaczono inaczej); nie uwzględniono w niej ewentualnych prapremier w serwisach internetowych.
| Seria  | Seria | Odcinki      | Odcinki      | Pierwsza emisja telewizyjna | Pierwsza emisja telewizyjna   | Pierwsza emisja telewizyjna | Pierwsza emisja telewizyjna                  | Pierwsza emisja telewizyjna |
| Seria  | Seria | Odcinki      | Odcinki      | Sezon                       | Pierwszy odcinek              | Ostatni odcinek             | Pora emisji                                  | Średnia oglądalność         |
| ------ | ----- | ------------ | ------------ | --------------------------- | ----------------------------- | --------------------------- | -------------------------------------------- | --------------------------- |
| Polsat |       |              |              |                             |                               |                             |                                              |                             |
| 1.     | 1.    | 1–18 (18)    | 1–18 (18)    | jesień 2002                 | 4 października 2002           | 1 grudnia 2002              | piątek 21.35; niedziela 22.00                | bd.                         |
| 2.     | 2.    | 19–41 (23)   | 19–41 (23)   | zima–wiosna 2003            | 19 stycznia 2003              | 22 czerwca 2003             | niedziela 22.00                              | bd.                         |
| 3.     | 3.    | 42–83 (42)   | 42–83 (42)   | 2003/2004                   | 7 września 2003               | 20 czerwca 2004             | niedziela 22.00                              | bd.                         |
| 4.     | 4.    | 84–99 (16)   | 84–99 (16)   | jesień 2004                 | 5 września 2004               | 19 grudnia 2004             | niedziela 22.00                              | bd.                         |
| 5.     | 5.    | 100–117 (18) | 100–117 (18) | wiosna 2005                 | 6 lutego 2005                 | 19 czerwca 2005             | niedziela 22.00                              | bd.                         |
| 6.     | 6.    | 118–134 (17) | 118–134 (17) | jesień 2005                 | 4 września 2005               | 25 grudnia 2005             | niedziela 22.00                              | ok. 1,94 mln                |
| 7.     | 7.    | 135–151 (17) | 135–151 (17) | wiosna 2006                 | 19 lutego 2006                | 18 czerwca 2006             | niedziela 22.00                              | 2,15 mln                    |
| TVN    |       |              |              |                             |                               |                             |                                              |                             |
| 1.     | 8.    | 1–14 (14)    | 152–165 (14) | jesień 2006                 | 24 września 2006              | 31 grudnia 2006             | niedziela ok. 22.00                          | 2,96 mln                    |
| 2.     | 9.    | 15–33 (19)   | 166–184 (19) | wiosna 2007                 | 18 lutego 2007                | 24 czerwca 2007             | niedziela ok. 22.00                          | 2,64 mln                    |
| 3.     | 10.   | 34–48 (15)   | 185–199 (15) | jesień 2007                 | 9 września 2007               | 23 grudnia 2007             | niedziela ok. 22.00                          | 2,67 mln                    |
| 4.     | 11.   | 49–65 (17)   | 200–216 (17) | wiosna 2008                 | 2 marca 2008                  | 17 czerwca 2008             | niedziela ok. 22.00 (1); wtorek 22.30 (2–17) | 1,88 mln                    |
| 5.     | 12.   | 66–80 (15)   | 217–231 (15) | jesień 2008                 | 2 września 2008               | 9 grudnia 2008              | wtorek 22.30                                 | 1,77 mln                    |
| 6.     | 13.   | 81–92 (12)   | 232–243 (12) | wiosna 2009                 | 3 marca 2009                  | 26 maja 2009                | wtorek 22.30                                 | 1,73 mln                    |
| 7.     | 14.   | 93–106 (14)  | 244–257 (14) | jesień 2009                 | 8 września 2009               | 8 grudnia 2009              | wtorek 22.30                                 | 2,07 mln                    |
| 8.     | 15.   | 107–122 (16) | 258–273 (16) | wiosna 2010                 | 2 marca 2010                  | 22 czerwca 2010             | wtorek 22.30                                 | 1,78 mln                    |
| 9.     | 16.   | 123–137 (15) | 274–288 (15) | jesień 2010                 | 7 września 2010               | 14 grudnia 2010             | wtorek 22.30                                 | 1,80 mln                    |
| 10.    | 17.   | 138–153 (16) | 289–304 (16) | wiosna 2011                 | 1 marca 2011                  | 14 czerwca 2011             | wtorek 22.30                                 | 1,75 mln                    |
| 11.    | 18.   | 154–166 (13) | 305–317 (13) | jesień 2011                 | 6 września 2011               | 29 listopada 2011           | wtorek 22.30                                 | 1,88 mln                    |
| 12.    | 19.   | 167–179 (13) | 318–330 (13) | wiosna 2012                 | 6 marca 2012                  | 29 maja 2012                | wtorek 22.30                                 | 1,82 mln                    |
| 13.    | 20.   | 180–192 (13) | 331–343 (13) | jesień 2012                 | 4 września 2012               | 27 listopada 2012           | wtorek 22.30                                 | 1,58 mln                    |
| 14.    | 21.   | 193–207 (15) | 344–358 (15) | wiosna 2013                 | 26 lutego 2013                | 4 czerwca 2013              | wtorek 22.30                                 | 1,65 mln                    |
| 15.    | 22.   | 208–222 (15) | 359–373 (15) | jesień 2013                 | 3 września 2013               | 10 grudnia 2013             | wtorek 22.30                                 | 1,44 mln                    |
| 16.    | 23.   | 223–235 (13) | 374–386 (13) | wiosna 2014                 | 4 marca 2014                  | 27 maja 2014                | wtorek 22.30                                 | 1,34 mln                    |
| 17.    | 24.   | 236–248 (13) | 387–399 (13) | jesień 2014                 | 2 września 2014               | 25 listopada 2014           | wtorek 22.30                                 | 1,33 mln                    |
| 18.    | 25.   | 249–261 (13) | 400–412 (13) | wiosna 2015                 | 3 marca 2015                  | 26 maja 2015                | wtorek 22.30                                 | 1,38 mln                    |
| 19.    | 26.   | 262–276 (15) | 413–427 (15) | jesień 2015                 | 1 września 2015               | 8 grudnia 2015              | wtorek 22.30                                 | 1,15 mln                    |
| 20.    | 27.   | 277–290 (14) | 428–441 (14) | wiosna 2016                 | 16 lutego 2016                | 17 maja 2016                | wtorek 22.30                                 | 1,28 mln                    |
| 21.    | 28.   | 291–303 (13) | 442–454 (13) | jesień 2016                 | 6 września 2016               | 29 listopada 2016           | wtorek 22.30                                 | 1,21 mln                    |
| 22.    | 29.   | 304–317 (14) | 455–468 (14) | wiosna 2017                 | 14 lutego 2017                | 23 maja 2017                | wtorek 22.30                                 | 1,04 mln                    |
| 23.    | 30.   | 318–330 (13) | 469–481 (13) | jesień 2017                 | 5 września 2017               | 28 listopada 2017           | wtorek 22.30                                 | 1,26 mln                    |
| 24.    | 31.   | 331–344 (14) | 482–495 (14) | wiosna 2018                 | 20 lutego 2018                | 15 maja 2018                | wtorek 22.30                                 | 1,21 mln                    |
| 25.    | 32.   | 345–357 (13) | 496–508 (13) | jesień 2018                 | 4 września 2018               | 27 listopada 2018           | wtorek 22.30                                 | 1,17 mln                    |
| 26.    | 33.   | 358–370 (13) | 509–521 (13) | wiosna 2019                 | 26 lutego 2019                | 21 maja 2019                | wtorek 22.30                                 | 0,94 mln                    |
| 27.    | 34.   | 371–383 (13) | 522–534 (13) | jesień 2019                 | 3 września 2019               | 26 listopada 2019           | wtorek 22.30                                 | 0,96 mln                    |
| 28.    | 35.   | 384–400 (17) | 535–551 (17) | wiosna 2020                 | 3 marca 2020                  | 24 marca 2020               | wtorek 22.30                                 | ok. 0,82 mln                |
| 28.    | 35.   | 384–400 (17) | 535–551 (17) | jesień 2020                 | 1 września 2020               | 24 listopada 2020           | wtorek 22.30                                 | 0,81 mln                    |
| 29.    | 36.   | 401–416 (16) | 552–567 (16) | wiosna 2021                 | 16 lutego 2021                | 18 maja 2021                | wtorek 22.30                                 | 0,68 mln                    |
| 29.    | 36.   | 401–416 (16) | 552–567 (16) | wiosna 2021                 | 22 maja 2021 (tylko Player)   | 22 maja 2021 (tylko Player) | 22 maja 2021 (tylko Player)                  | bd.                         |
| 29.    | 36.   | 401–416 (16) | 552–567 (16) | wiosna 2021                 | 1 czerwca 2021 (tylko Player) |                             |                                              | bd.                         |
| 30.    | 37.   | 417–429 (13) | 568–580 (13) | jesień 2021                 | 7 września 2021               | 30 listopada 2021           | wtorek 22.30                                 | 0,75 mln                    |
| 31.    | 38.   | 430–442 (13) | 581–593 (13) | wiosna 2022                 | 1 marca 2022                  | 24 maja 2022                | wtorek 22.40                                 | 0,65 mln                    |
| 32.    | 39.   | 443–455 (13) | 594–606 (13) | jesień 2022                 | 6 września 2022               | 29 listopada 2022           | wtorek 22.40                                 | bd.                         |
| 33.    | 40.   | 456–466 (11) | 607–617 (11) | wiosna 2023                 | 7 marca 2023                  | 16 maja 2023                | wtorek 22.40                                 | 0,61 mln                    |
| 34.    | 41.   | 467–478 (12) | 618–629 (12) | jesień 2023                 | 5 września 2023               | 21 listopada 2023           | wtorek 22.40                                 | 0,58 mln                    |
| 35.    | 42.   | 479–490 (12) | 630–641 (12) | wiosna 2024                 | 5 marca 2024                  | 21 maja 2024                | wtorek 22.40                                 | 0,52 mln                    |
| 36.    | 43.   | 491–502 (12) | 642–653 (12) | jesień 2024                 | 3 września 2024               | 19 listopada 2024           | wtorek 22.35                                 |                             |
| 37.    | 44.   | 503–514 (12) | 654–665 (12) | wiosna 2025                 | 25 lutego 2025                | 13 maja 2025                | wtorek 20.50/20.55                           | 0,78 mln                    |
| 38.    | 45.   | 515–         | 666–         | jesień 2025                 | 2 września 2025               |                             | wtorek 22.40                                 |                             |
| 39.    | 46.   | b.d          | b.d          | 2026                        | b.d                           | b.d                         | b.d                                          |                             |
| 40.    | 47.   | b.d          | b.d          | 2026                        | b.d                           | b.d                         | b.d                                          |                             |
| 41.    | 48.   | b.d          | b.d          | 2027                        | b.d                           | b.d                         | b.d                                          |                             |

Wszystkie odcinki wyemitowane na antenie TVN udostępniono w serwisie Player, niekiedy także przedpremierowo.
W marcu 2020 Grupa TVN podjęła decyzję o zawieszeniu emisji nowych odcinków programu z końcem miesiąca na czas nieokreślony z powodu rozprzestrzeniania się koronawirusa w Polsce i wprowadzonego stanu zagrożenia epidemiologicznego. W zastępstwie w platformie Player udostępniono trzy wydania programu pt. 250 m² Kuby Wojewódzkiego (nazwa nawiązuje do internetowego talk-show 20m² Łukasza) – jedno półgodzinne i dwa całogodzinne.

## Odcinki specjalne

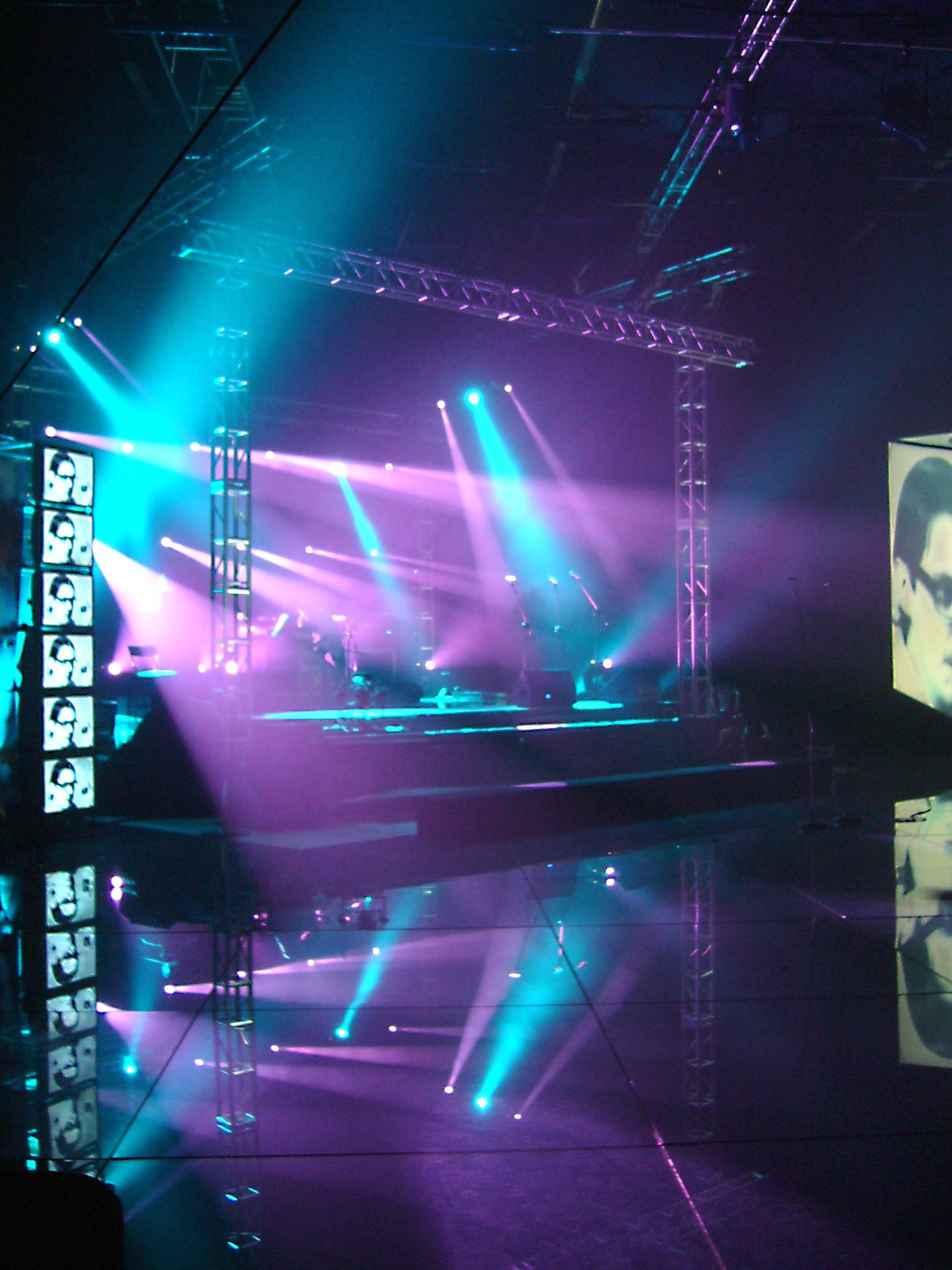
Scena Dwa Gołębie 2007 Festival

### Sesja do Playboya
15 kwietnia 2007 wyemitowano odcinek specjalny, w którym pokazano kulisy przebiegu sesji dla miesięcznika Playboy, wykonanej w studiu programu Kuby Wojewódzkiego.

### Dwa Gołębie 2007 Festival
12 czerwca 2007 wyemitowano specjalny odcinek programu w formie koncertu z udziałem gości poprzednich odcinków talk-show. Wystąpili kolejno: Borys Szyc (Purple Rain, I Got You), Ivan Komarenko (Wielka miłość, Jej czarne oczy), Tomasz Karolak w towarzystwie grupy The Calog (Perfect Day, Wild Flowers), Michał Koterski (Typ niepokorny), Marcin Miller z zespołem Boys (Jesteś szalona, Wolność) oraz Agnieszka Frykowska przy akompaniamencie „Zdobywców Pewnych Oskarów” (Moja miłość tak prawdziwa, piosenka znana jako Dwa gołębie). Każdy z występów poprzedzony był krótką rozmową z danym gościem.

### Wszyscy na jednego, czyli roast Kuby Wojewódzkiego
16 lutego 2016 wyemitowano roast, którego gośćmi byli (w kolejności alfabetycznej): Anna Dereszowska, Abelard Giza, Cezary Jurkiewicz, Michał Kempa, Piotr Kędzierski, Dawid Podsiadło, Sebastian Rejent, i Antoni Syrek-Dąbrowski.

### Wydanie specjalne – 22 maja 2018
W odcinku specjalnym wyemitowanym 22 maja 2018 odbyła się premiera piosenki „Początek” promującej Męskie Granie 2018. Gośćmi programu byli: Dawid Podsiadło, Krzysztof Zalewski-Brejdygant oraz Kortez.

## Kontrowersje
W odcinku wyemitowanym 26 lutego 2006 Kazimiera Szczuka naśladowała sposób mówienia niepełnosprawnej jednej z prowadzących audycję na antenie Radia Maryja, Magdaleny Buczek. W wyniku tego zachowania, Krajowa Rada Radiofonii i Telewizji postanowiła nałożyć wobec telewizji Polsat karę grzywny w wysokości 500 tys. złotych.